# Zeev Zrizi
Pour les articles homonymes, voir Zeev.
Zeev Zrizi (né en 1916 à Wyszków et mort le 13 août 2011), est le second maire de la ville de Beer-Sheva en Israël, après David Tuviyahu.
Il arrive à Beer-Sheva en 1949, y est élu en tant que membre du conseil municipal en 1951, avec l'appui de Mapam. En 1961, à la faveur de quelques changements politiques, il devient maire jusqu'en 1963.